# Philipp Kleffel
Philipp Kleffel (9 de diciembre de 1887-10 de octubre de 1964) fue un general alemán durante la Segunda Guerra Mundial donde comandó varios cuerpos. Fue condecorado con la Cruz de Caballero de la Cruz de Hierro de la Alemania Nazi.
Durante 10 días, Kleffel sirvió como el último comandante del efímero 25.º Ejército en los Países Bajos, hasta que fue convertido el 7 de abril de 1945 en el Alto Mando de los Países Bajos (Oberbefehlshaber Niederlande), a las órdenes del Generaloberst Johannes Blaskowitz. Kleffell formaba parte del estado mayor cuando Blaskowitz rindió el OB Niederlande al I Cuerpo Canadiense del teniente general Charles Foulkes en Wageningen el 6 de mayo de 1945, poniendo fin de forma efectiva a la guerra en los Países Bajos.

## Condecoraciones
- Cruz de Caballero de la Cruz de Hierro el 17 de febrero de 1942 como teniente general y comandante de la 1.ª División de Infantería.[1]